# The Lay of Thrym
The Lay of Thrym — шестой альбом датской метал-группы Týr. Был выпущен 27 мая 2011 года компанией Napalm Records. Название альбома происходит от названия древнескандинавской поэмы «Þrymskviða», в которой говорится о великане Триме, похитившем у бога Тора его молот Мьёллнир.
В песнях начинают появляться выразительные элементы пауэр-метала. При этом музыка отходит от прогрессив-метала и традиционно сочетает в себе элементы народных мелодий.
Также используются скандинавские народные мелодии и тексты песен, присутствуют каверы на песни групп Black Sabbath и Rainbow.
The Lay of Thrym является последним альбомом, записанным вместе с барабанщиком Кари Стреймоем. В 2013 году Стреймой покинул группу в связи с проблемами со спиной.

## Список композиций
Автор всех текстов и музыки — Хери Йонсен, за исключением отмеченных
| №   | Название                    | Текст песни      | Музыка                                      | Длительность |
| --- | --------------------------- | ---------------- | ------------------------------------------- | ------------ |
| 1.  | «Flames of the Free»        |                  |                                             | 4:17         |
| 2.  | «Shadow of the Swastika»    |                  |                                             | 4:23         |
| 3.  | «Take Your Tyrant»          |                  |                                             | 3:53         |
| 4.  | «Evening Star»              |                  | датская народная, Хери Йонсен               | 5:05         |
| 5.  | «Hall of Freedom»           |                  |                                             | 4:07         |
| 6.  | «Fields of the Fallen»      |                  | Терьи Скибенес, Хери Йонсен                 | 4:59         |
| 7.  | «Konning Hans»              | датские народные | датская народная, Хери Йонсен               | 4:28         |
| 8.  | «Ellindur bóndi á Jaðri»    |                  | фарерская народная, Хери Йонсен             | 3:55         |
| 9.  | «Nine Worlds of Lore»       |                  | фарерская народная, Хери Йонсен             | 4:04         |
| 10. | «The Lay of Thrym»          |                  | Гуннар Х. Томсен, Хери Йонсен               | 6:48         |
| 11. | «I (Black Sabbath кавер)»   | Ронни Джеймс Дио | Гизер Батлер, Ронни Джеймс Дио, Тони Айомми | 4:43         |
| 12. | «Stargazer (Rainbow кавер)» | Ронни Джеймс Дио | Ричи Блэкмор, Ронни Джеймс Дио              | 6:19         |

## Участники записи
- Хери Йонсен (вокал, гитара, тексты, музыка)
- Гуннар Хельмер Томсен (бас-гитара, бэк-вокал, музыка)
- Кари Стреймой (драм-машина, ударные)
- Терьи Скибенес (гитара, бэк-вокал, музыка)